# Amerang
Amerang – miejscowość i gmina w Niemczech, w kraju związkowym Bawaria, w rejencji Górna Bawaria, w regionie Südostoberbayern, w powiecie Rosenheim. Leży około 21 km na północny wschód od Rosenheimu, przy linii kolejowej Obing - Bad Endorf.

## Dzielnice
- Amerang
- Evenhausen
- Kirchensur
- Unterratting

## Demografia
Dane o ludności z 31 grudnia 2008:
| Opis                                | Ogółem | Ogółem | Kobiety | Kobiety | Mężczyźni | Mężczyźni |
| ----------------------------------- | ------ | ------ | ------- | ------- | --------- | --------- |
| Jednostka                           | osób   | %      | osób    | %       | osób      | %         |
| Populacja                           | 3563   | 100    | 1779    | 49,93   | 1784      | 50,07     |
| Wiek przedprodukcyjny (0–17 lat)    | 754    | 21,16  | 370     | 10,38   | 384       | 10,78     |
| Wiek produkcyjny (18–65 lat)        | 2133   | 59,87  | 1037    | 29,1    | 1096      | 30,76     |
| Wiek poprodukcyjny (powyżej 65 lat) | 676    | 18,97  | 372     | 10,44   | 304       | 8,53      |

## Polityka
Wójtem gminy jest August Voit z CSU, rada gminy składa się z osób.
|      | CSU | SPD/Niezależni | FW | FWGK | ödp/BfFU | Razem |
| 2008 | 8   | 4              | -  | 2    | 2        | 16    |
| 2002 | 7   | 4              | 3  | 2    | -        | 16    |